# Boronia pauciflora
Boronia pauciflora är en vinruteväxtart som beskrevs av W.V. Fitzg.. Boronia pauciflora ingår i släktet Boronia och familjen vinruteväxter. Inga underarter finns listade i Catalogue of Life.